# Grupo Banco Mundial

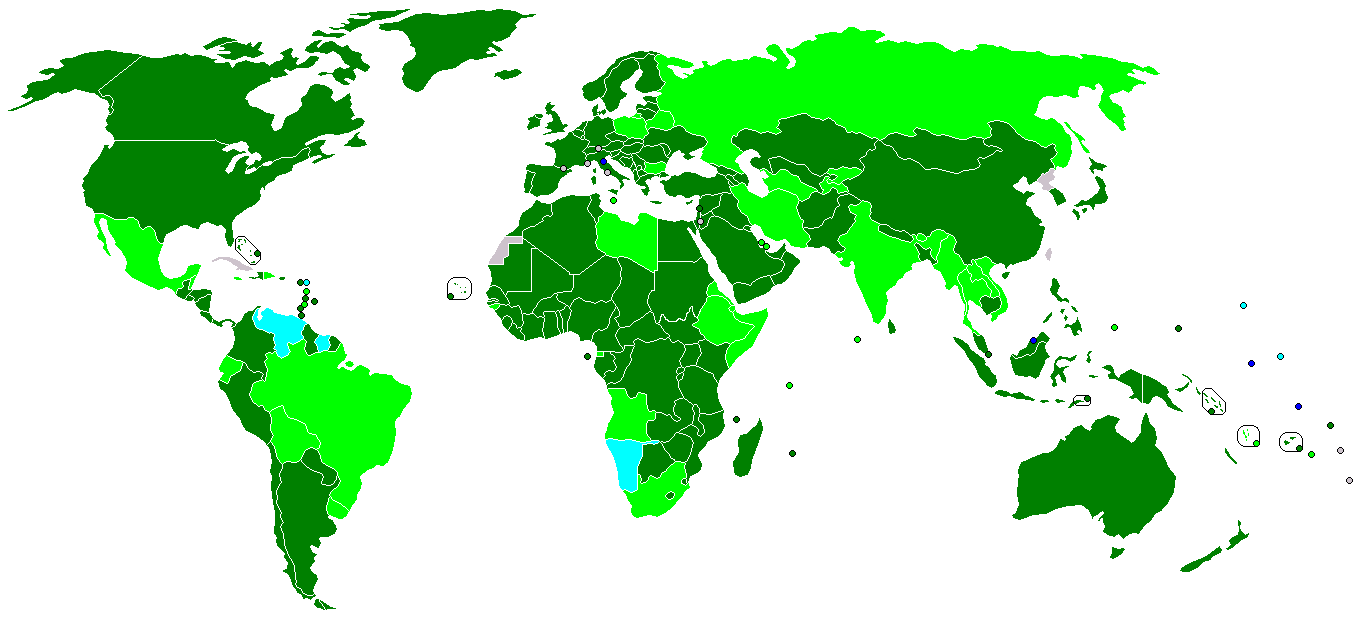
Mapa-múndi dos Estados-membros:
membros de todas as organizações do GBM;
membros de quatro organizações do GBM;
membros de três organizações do GBM;
membros de duas organizações do GBM;
membros apenas do BIRD.

Grupo Banco Mundial (GBM; em francês: Groupe de la Banque mondiale; em inglês: World Bank Group, WBG) é uma família de cinco organizações internacionais que fazem empréstimos alavancados a países em desenvolvimento. É o maior e mais famoso banco de desenvolvimento do mundo e é observador do Grupo das Nações Unidas para o Desenvolvimento. Apenas o termo "Banco Mundial" (BM) refere-se a apenas duas organizações que carregam "desenvolvimento" no nome dentre as cinco do grupo.

## Composição
O Grupo do Banco Mundial é composto pelas cinco instituições abaixo:
1. Banco Internacional para Reconstrução e Desenvolvimento (BIRD ou, em inglês, IBRD) — apoia a missão do Grupo Banco Mundial por meio de empréstimos, garantias, produtos de gerenciamento de risco e serviços de assessoria a países de renda média e a países de baixa renda, mas solventes. Além disso, coordena respostas a desafios regionais e globais.[4] No BIRD, o poder de voto de cada Estado-membro está vinculado às respectivas subscrições de capital, que por sua vez estão baseadas no poder econômico relativo de cada país. Obtém grande parte dos seus fundos através da venda de títulos nos mercados internacionais de capital.
2. Associação Internacional de Desenvolvimento (AID ou, em inglês, IDA) — ajuda os países mais pobres do mundo. Conta com 173 acionistas e visa à redução da pobreza por meio do fornecimento de empréstimos ("créditos") e doações para programas que impulsionem o crescimento econômico, reduzam as desigualdades e melhorem as condições de vida dos países afetados.[5] Logo, desempenha um papel importante na missão do Banco Mundial, que é a redução da pobreza. A assistência da IDA concentra-se nos países mais pobres, aos quais proporciona empréstimos sem juros e outros serviços. A IDA depende das contribuições dos seus países membros mais ricos, alguns dos quais países em desenvolvimento, para levantar a maior parte dos recursos financeiros.
3. Sociedade ou Corporação Financeira Internacional (SFI ou, em inglês, IFC) — "é a maior instituição de desenvolvimento global voltada para o setor privado nos países em desenvolvimento",[6] diferenciando-se do BIRD e da IDA pelo fato de que ambos oferecem produtos e serviços para o setor público dos países-membros. A IFC promove o crescimento do mundo em desenvolvimento mediante o financiamento de investimentos do setor privado e a prestação de assistência técnica e de assessoramento a governos e empresas. Em parceria com investidores privados, disponibiliza tanto empréstimos quanto participação acionária em negócios ocorridos nos países em desenvolvimento.
4. Agência Multilateral de Garantia de Investimentos (AMGI ou, em inglês, MIGA) — especializa-se na concessão de garantias, ao apoiar a promoção de investimento estrangeiro direto nos países em desenvolvimento.[7] Assim, estimula investimentos por meio de garantias a investidores estrangeiros contra prejuízos causados por riscos não comerciais. Também proporciona assistência técnica para ajudar os países a divulgarem informações sobre oportunidades de investimento.
5. Centro Internacional para Resolução de Controvérsias sobre Investimentos (CIRDI ou, em inglês, ICSID) — oferece instalações e promove atividades jurídicas ligadas à arbitragem e à conciliação, com o propósito de incentivar a resolução de controvérsias em matéria de investimentos internacionais.